# Kersaint-Plabennec
Kersaint-Plabennec település Franciaországban, Finistère megyében. Lakosainak száma 1537 fő (2022. január 1.). Kersaint-Plabennec Plabennec, Saint-Divy, Le Drennec, Guipavas, Ploudaniel és Saint-Thonan községekkel határos.

## Népesség
A település népességének változása:
| Lakosok száma | 593  | 831  | 1001 | 1234 | 1357 | 1393 | 1447 | 1495 | 1507 | 1537 |
|               | 1968 | 1982 | 1990 | 2006 | 2013 | 2015 | 2017 | 2019 | 2020 | 2022 |